# Mbah Gotho
Mbah Gotho, (31 tháng 12 năm 1870 – 30 tháng 04 năm 2017), là một cụ ông sống ở thành phố Sragen trên đảo Java của Indonesia. Được biết, tuổi của ông vào năm 2016 là 145 tuổi (mặc dù bằng chứng không đủ tin cậy), hơn cụ bà Jeanne Calment, một công dân người Pháp, được ghi nhận là người thọ nhất trong lịch sử tới 23 tuổi; hơn ông Yasutaro Koide người Nhật Bản, được ghi nhận là cụ ông sống thọ nhất thế giới tới 33 tuổi. Ông có mười anh chị em và bốn người vợ, tất cả đều đã qua đời, trong đó người cuối cùng qua đời vào năm 1988. Các con của ông cũng đã qua đời hết và cụ ông Gotho sống cùng các cháu, chắt và chút.